# Robert Forester Mašet
Robert Forester Mašet (engl. Robert Forester Mushet; Glosteršir, 8. april 1811 — Čeltnam, 29. januar 1891) bio je britanski metalurg i poduzetnik. Bio je najmlađi sin u porodici škotskih roditelja, Agnes Vilson i Dejvida Mašeta, vlasnika topionice gvožđa, koji je radio u Klajdu, Alfretonu i željezari Vajtklif.
Oko 1818/19. Mašet je osnovao topionicu pod nazivom Darkhill Ironworks u Forest of Dinu. Robert je svoje rane godine proveo proučavajući metalurgiju sa svojim ocem te je 1845. preuzeo upravljanje Darkhilom. Godine 1848. prešao je u novoosnovani Forest Steel Works, pored Darkhila, gdje je izveo preko 10.000 eksperimenata tokom 10 godina prije nego što je prešao u Titanic Steelworks 1862. Oko 1845. počeo je koristiti svoje srednje ime „Forester”, a vrlo rijetko „Robert”. U kasnijim godinama izjavio je da je ime dobio po regiji Forest of Din, mada različito se piše Forester i Forrester.
Godine 1876. dobio je zlatnu Besemerovu medalju od Instituta za gvožđe i čelik, što je njihova najveća nagrada.
Umro je 29. januara 1891. u Čeltnamu. Sahranjen je na lokalnom groblju pored svoje žene i ćerke Meri.